# Bymainiella
Bymainiella – rodzaj pająków z infrarzędu ptaszników i rodziny Hexathelidae. Obejmuje cztery opisane gatunki. Występują na południowym wschodzie Australii.

## Morfologia
Pająki małych i średnich rozmiarów, osiągające od 3,1 do 6,6 mm długości prosomy.
Karapaks jest w zarysie jajowaty z ściętym przodem i wcięciem w tyle. Część głowową ma lekko wyniesioną u samic, a płaską u samców. Jamka jest krótka i poprzeczna. Warga dolna jest szersza niż dłuższa, wyposażona w do trzydziestu kuspuli zlokalizowanych w przednim kącie. Sercowate sternum ma trzy pary sigilla, z których przednie i środkowe są małe i okrągłe, a tylne większe i owalne. Stopy mają trichobotria rozmieszczone w pojedynczym szeregu i są zupełnie pozbawione kolców. Górne pazurki mają po jednym S-kształtnym szeregu ząbków. U samca odnóża pierwszej pary mają w odsiebnej części goleni wydatny megakolec, współpracujący z listewką czy guzkiem na przednio-bocznej powierzchni nadstopia; na spodzie wspomnianej goleni występuje pojedyncza apofiza (ostroga).
Opistosoma (odwłok) ma wyraźny wzór barwny na wierzchu i spodzie. Dysponuje sześcioma kądziołkami przędnymi. Kądziołki przednio-boczne są dwuczłonowe, nie szersze niż tylno-środkowe.
Genitalia samicy zawierają dwie spermateki, każda w postaci rozwidlonego płata. Nogogłaszczki samca miewają bulbus gruszkowaty lub zaopatrzone w szeroki guzek. Embolus jest wydłużony. Nie występuje apofiza paraemboliczna.

## Ekologia i występowanie
Pająki te zasiedlają głównie dno lasów deszczowych. Wytwarzają z przędzy rurkowate oprzędy umieszczone w szczelinach gleby, u podstawy pni, pod kłodami, kamieniami i korą drzew.
Przedstawiciele rodzaju występują tylko na południowym wschodzie Australii – wszystkie gatunki są endemitami Nowej Południowej Walii.

## Taksonomia i ewolucja
Takson ten wprowadzony został w 1978 roku przez Roberta J. Ravena na łamach „Australian Journal of Zoology”. Gatunkiem typowym wyznaczono Hexathele terraereginae, opisane dwa lata wcześniej przez tego samego autora. Nazwę rodzajową nadano na cześć arachnolog Barbary York Main. Rodzaj początkowo zdefiniowany został szeroko i podzielny na kilka grup gatunków. W 1980 roku Raven zawęził jednak jego definicję do odpowiednika uprzedniej grupy terraereginae, wydzielając 10 gatunków do nowo utworzonych rodzajów Paraembolides i Teranodes. Po tych zmianach do omawianego taksonu zalicza się cztery opisane gatunki:
- Bymainiella lugubris Raven, 1978
- Bymainiella monteithi Raven, 1978
- Bymainiella polesoni Raven, 1978
- Bymainiella terraereginae (Raven, 1976)

Wyniki filogenetycznych analiz molekularnych Marshala Hedina i innych z 2018 roku wskazują na zajmowanie przez Bymainiella pozycji siostrzanej dla Paraembolides; tworzony przez te rodzaje klad zajmować ma z kolei pozycję siostrzaną dla Teranodes.